# Quand les femmes s'aiment...
Quand les femmes s'aiment... est la première revue lesbienne française, publiée entre avril 1978 et juillet 1980. 

## Histoire
Créé par le centre des femmes de Lyon, le premier numéro de Quand les femmes s'aiment... est publié en avril 1978 à 1000 exemplaires et diffusé par abonnement (environ 300), mais aussi distribué dans les manifestations et aux évènements communautaires,. Si le premier numéro est financé sur les fonds propres des lesbiennes de Lyon via des cotisations, les suivants, diffusés à 1 500 exemplaires, sont payés par les ventes du précédent, avec frappe, maquettage et façonnage réalisé à la main pour réduire les frais de tirage. D'autres groupes de lesbiennes participent aux numéros suivants, et le groupe des lesbiennes de Paris prend la responsabilité du numéro 3_4 en mars 1979. Y participe notamment Suzette Robichon.
Lyon, Paris et les autres collectifs partagent la volonté que chaque groupe de lesbiennes s'occupe d'un numéro de la revue, dans le but à la fois d'expression d'une diversité de point de vue et de sentiment d'appartenance qui soit à l'échelle de toutes les lesbiennes de France, et pas uniquement de deux groupes, mais cela ne se fait pas.

## Thématiques
Le titre de la revue est dérivé du slogan du lesbianisme radical : « Quand les femmes s'aiment, les hommes ne récoltent pas »
Le magazine parle de parentalité lesbienne, de lesbophobie, de cinéma et de littérature lesbienne, et partage lettres et témoignages personnels,. 